# Episodi di Lucifer (seconda stagione)
La seconda stagione della serie televisiva Lucifer, composta da 18 episodi, è stata trasmessa in prima visione negli Stati Uniti d'America dall'emittente Fox dal 19 settembre 2016 al 29 maggio 2017.
L antagonista principale della stagione è Dea.
In Italia, la stagione è andata in onda in prima visione su Premium Action dal 30 settembre al 25 novembre 2017.
| n° | Titolo originale                 | Titolo italiano                              | Prima TV USA      | Prima TV Italia   |
| -- | -------------------------------- | -------------------------------------------- | ----------------- | ----------------- |
| 1  | Everything's Coming Up Lucifer   | Le cose si mettono bene Lucifer              | 19 settembre 2016 | 30 settembre 2017 |
| 2  | Liar, Liar, Slutty Dress on Fire | Le bugie hanno le gambe, sebbene nude, corte | 3 ottobre 2016    | 30 settembre 2017 |
| 3  | Sin-Eater                        | Il mangia-peccati                            | 10 ottobre 2016   | 7 ottobre 2017    |
| 4  | Lady Parts                       | Serata tra ragazze                           | 17 ottobre 2016   | 7 ottobre 2017    |
| 5  | The Weaponizer                   | Il distruttore                               | 24 ottobre 2016   | 14 ottobre 2017   |
| 6  | Monster                          | Mostro                                       | 31 ottobre 2016   | 14 ottobre 2017   |
| 7  | My Little Monkey                 | La mia scimmietta                            | 7 novembre 2016   | 21 ottobre 2017   |
| 8  | Trip to Stabby Town              | Viaggio a pugnalandia                        | 14 novembre 2016  | 21 ottobre 2017   |
| 9  | Homewrecker                      | Lo sfascia famiglie                          | 21 novembre 2016  | 28 ottobre 2017   |
| 10 | Quid Pro Ho                      | L'avvocato difensore                         | 28 novembre 2016  | 28 ottobre 2017   |
| 11 | Stewardess Interruptus           | Hostess Interruptus                          | 16 gennaio 2017   | 4 novembre 2017   |
| 12 | Love Handles                     | Le maniglie dell'amore                       | 23 gennaio 2017   | 4 novembre 2017   |
| 13 | A Good Day to Die                | Un bel giorno per morire                     | 30 gennaio 2017   | 11 novembre 2017  |
| 14 | Candy Morningstar                | Candy Morningstar                            | 1º maggio 2017    | 11 novembre 2017  |
| 15 | Deceptive Little Parasite        | Quell'ingannevole piccolo parassita          | 8 maggio 2017     | 18 novembre 2017  |
| 16 | God Johnson                      | Dio Johnson                                  | 15 maggio 2017    | 18 novembre 2017  |
| 17 | Sympathy for the Goddess         | Compassione per la dea                       | 22 maggio 2017    | 25 novembre 2017  |
| 18 | The Good, the Bad and the Crispy | Il bello, il brutto e il fritto              | 29 maggio 2017    | 25 novembre 2017  |

## Le cose si mettono bene Lucifer
- Titolo originale: Everything's Coming Up Lucifer
- Diretto da: Nathan Hope
- Scritto da: Joe Henderson

### Trama
Lucifer e Amenadiel sono ancora alla ricerca della loro madre quando il primo viene coinvolto da Chloe in un caso riguardante l'omicidio di una comparsa su un set televisivo. La detective dice a Lucifer di voler svelare il mistero che lo circonda facendo analizzare il suo sangue, raccolto dopo che Malcolm lo ferì, e Amenadiel, per evitare che un essere umano abbia la prova dell'esistenza di Dio, cerca di convincerla che Lucifer è pazzo, accorgendosi al contempo che i suoi poteri stanno svanendo. Maze torna al Lux mentre al team della polizia si aggiunge Ella Lopez, un ottimo medico legale molto credente. Alla fine Lucifer, parlando con Linda, si rende conto del torto che fece a sua madre imprigionandola all'Inferno senza chiederle perché non si oppose al volere del padre, mentre Chloe decide di buttare la fiala contenente il suo sangue. Al Lux, infine, Lucifer viene raggiunto da sua madre, che gli chiede disperatamente aiuto.
- Guest star: Rusty Schwimmer (Roberta Beliard), Jessica Sula (Amy), Jeremiah Birkett (Lee), James R. Swalm (Otis).
- Altri interpreti: Raylene Harewood (Gillian Taylor), Matty Finochio (Irwin Veach), Arleo Dordar (David).

## Le bugie hanno le gambe, sebbene nude, corte
- Titolo originale: Liar, Liar, Slutty Dress on Fire
- Diretto da: Louis Milito
- Scritto da: Ildy Modrovich

### Trama
La madre di Lucifer gli racconta di aver vagato da un corpo umano appena deceduto all'altro per trovarlo e riallacciare il loro rapporto, ma suo figlio non le crede e comincia a indagare assieme a Chloe sulle circostanze dell'omicidio della donna nel cui corpo essa si trova, la titolare di un importante studio legale, di nome Charlotte Richards, lasciandola nelle mani di Maze: questa, una volta sole, le rivela il patto che Lucifer ha fatto con Dio e della sua intenzione di riportarla all'Inferno, e la donna riesce a fuggire. Una volta risolto il caso, la madre di Lucifer gli conferma di voler essere la madre che non è mai stata pur conoscendo il suo piano e gli rivela che fu lei a partorire l'idea di confinarlo all'Inferno per salvargli la vita da Dio, che voleva distruggerlo. Lucifer si convince quindi a tenerla ancora un po' con sé e allora la donna rivolge uno sguardo di sfida al cielo. Nel frattempo Amenadiel, dopo essersi scusato con Linda per averla usata, si rende conto che le sue ali da angelo stanno morendo.
- Guest star: Eric Ladin (Liam Pickering), Colin Egglesfield (Ben Wheeler), Michael Goorjian (Elliot Richards), Daniel Edward Mora (Victor Perez).

## Il mangia-peccati
- Titolo originale: Sin-Eater
- Diretto da: Mairzee Almas
- Scritto da: Alex Katsnelson

### Trama
Lucifer e Chloe lavorano al caso di un serial killer che uccide in modo cruento coloro che hanno umiliato altre persone su un social network. Nel frattempo la madre di Lucifer tenta di adattarsi alla vita da umana, con scarsi successi, per poi incontrare Amenadiel. Lucifer e Chloe risolvono il caso ma quest'ultima, dopo aver chiesto a Dan di provare ad andare d'accordo per il bene della figlia Trixie, concorda con lui che la soluzione migliore è il divorzio. Lucifer, infine, decide di punire sua madre condannandola alla vita da umana che tanto disprezza, ma la donna, resistendo a un tentativo di scippo, si rende conto delle capacità sovrannaturali che ciò comporta.
- Guest star: Robin Givens (Leila Simms), Vik Sahay (Ray Codfree), Harry Katzman (Tommy Smith).
- Altri interpreti: Tarun Keram (Adam Wiser), Matthew MacCaull (Nicholas Sands), Adam Pateman (Tim), Bree Woodill (Sarah Aiken).

## Serata tra ragazze
- Titolo originale: Lady Parts
- Diretto da: Ben Bray
- Scritto da: Sheri Elwood

### Trama
Lucifer e Chloe indagano sulla morte di due ragazze coinvolte nel giro di un night club e il primo consiglia alla detective di divertirsi un po' facendo una scommessa con Maze, che organizza una serata a cui poi si aggiungono anche Linda e Elle. Chloe rimane delusa quando scopre che Maze l'ha portata a divertirsi solo per vincere la scommessa ma poi le due fanno pace anche perché durante la serata hanno deciso di andare a vivere insieme con Trixie. Lucifer rivela a Amenadiel il patto che ha fatto con Dio per salvare Chloe e l'angelo gli fa notare che, non avendo ancora riportato sua madre all'Inferno, il loro padre potrebbe tornare sui suoi passi: proprio in quel momento, Chloe ha un incidente con l'auto.
- Guest star: Robert Picardo (Yuri), Anne Leighton (Lily), Kiko Ellsworth (Davis Fitzgerald).
- Altri interpreti: Jordan Connor (Leroy), Natasha Denis (Butch Sidekick), Donavon Stinson (Donavon), Maria Turner (Gisele), Nikolai Witschl (Cleveland).

## Il distruttore
- Titolo originale: The Weaponizer
- Diretto da: Karen Gaviola
- Scritto da: Jason Ning

### Trama
L'angelo Uriel, vera causa dell'incidente di Chloe, avverte suo fratello Lucifer che ha ventiquattro ore per consegnargli la loro madre o ucciderà la detective, che intanto segue il caso di una ex star dei film d'azione uccisa nel suo dojo. Amenadiel, che ancora maschera la perdita dei suoi poteri, su richiesta di Lucifer tenta di intimorire Uriel: quest'ultimo, tuttavia, lo batte severamente e allora sua madre decide di consegnarsi a lui, ma Lucifer non lo permette. Una volta scaduto l'ultimatum Uriel rivela a Lucifer di voler uccidere la loro madre perché questa, come ha già fatto con lui, riuscirà a farsi perdonare da Dio per poi distruggerlo: i due si danno quindi battaglia, alla quale si unisce anche Maze, e Lucifer uccide Uriel con il pugnale di Azrael, un'arma celeste capace di uccidere non solo il corpo ma anche l'anima, che suo fratello aveva con sé. Uriel, poco prima di morire, gli sussurra qualcosa. Resosi conto della gravità di quanto fatto, Lucifer torna a casa da sua madre in lacrime.
- Guest star: Michael Imperioli (Uriel), Charisma Carpenter (Jamie Lee Adrienne), Mark Dacascos (Kimo Vanzandt), Phil LaMarr (Ryan Goldburg).
- Altri interpreti: Eric Gibson (Dylan), Todd Mason (Agente Todd), Sean Millington (Wesley Cabot), Thomas Toulgoet (Micah Richards).

## Mostro
- Titolo originale: Monster
- Diretto da: Eagle Egilsson
- Scritto da: Chris Rafferty

### Trama
Lucifer è entrato in una spirale autodistruttiva a causa del senso di colpa che prova per aver ucciso suo fratello Uriel e questo lo fa comportare in modo assolutamente intollerabile, tanto da arrivare a colpire Dan con un pugno durante il nuovo caso che sta trattando con Chloe (un cecchino killer). Nel frattempo Amenadiel viene condotto da sua madre nel luogo dove Lucifer ha sepolto Uriel, dove dichiara di non servire più Dio a causa del suo disinteresse per il dolore che provoca alle sue creature. Intanto Maze porta Trixie a fare dolcetto o scherzetto per Halloween, legando molto con la bambina. Alla fine Lucifer decide di confidarsi con Linda, la quale crede ancora che lui parli per metafore e se ne lamenta: Lucifer, allora, le mostra il suo vero aspetto provocandole un tremendo shock.
- Guest star: Joshua Bitton (Wes Williams), Amad Jackson (Freddy Loomis), Nicole LaPlaca (Shauna).
- Altri interpreti: AnnaMaria Demara (Peggy Russo), Liam Hall (Edgar Romero), Karen Holness (Sidney Loomis), Sean Hunter (Jason Myers), Tosca Leong (Sally Peterson), John Prowse (Jack Peterson).

## La mia scimmietta
- Titolo originale: My Little Monkey
- Diretto da: Tara Nicole Weyr
- Scritto da: Jenn Kao

### Trama
Chloe, Lucifer e Dan indagano sulla morte dell'uomo condannato per aver ucciso il padre della detective, scoprendo in realtà che questi non era il vero colpevole. Nel corso delle indagini Dan e Lucifer hanno modo di cementare il loro rapporto (dato che quest'ultimo ha deciso di emulare il detective per diventare più affidabile e smettere di far soffrire le persone che ama) e, una volta risolto il caso, Chloe abbraccia commossa Lucifer in segno di sincera gratitudine. Intanto Maze, che ha scoperto che fare la cacciatrice di taglie è la sua vera vocazione, riallaccia i rapporti con Linda. 
- Guest star: Alex Fernandez (Vice direttore Perry Smith), Charles Halford (Boris Sokolov), Chris Payne Gilbert (John Decker), Lobo Sebastian (Joe Fields), Ronnie Gene Blevins (Rodney Lam), Caitlin Stryker (Tina Fields).

## Viaggio a pugnalandia
- Titolo originale: Trip to Stabby Town
- Diretto da: Nathan Hope
- Scritto da: Jeffrey Lieber

### Trama
Qualcuno ha rubato la spada di Azrael dalla tomba di Uriel e, influenzato dall'arma, si è lasciato dietro una serie di omicidi. Lucifer, per ritrovare l'artefatto, chiede aiuto a Maze, Amenadiel ed Ella scoprendo che è stata sua madre a fare in modo che degli umani la trovassero in modo da attirare con le loro morti l'attenzione di Dio, rimasto insensibile persino all'uccisione di uno dei suoi figli per mano di un altro. Lucifer alla fine riesce a ritrovare la spada e, visti gli effetti che provoca in lui, sua madre decide di sfruttarlo come mezzo per poter tornare tutti in Paradiso con il tacito assenso di Amenadiel. Chloe, intanto, si mostra gelosa di come Ella e Lucifer si sono avvicinati durante le indagini mentre Linda, superato il trauma di avere in cura il diavolo, riprende normalmente la sua terapia con Lucifer. 
- Guest star: Andrea Bogart (Corrina Huff), Ryan Alosio (Jenson Glory / Jamie Ostrowski).
- Altri interpreti: Lisa Chandler (Maddie Howard).

## Lo sfascia famiglie
- Titolo originale: Homewrecker
- Diretto da: Greg Beeman
- Scritto da: Mike Costa

### Trama
Lucifer e Chloe indagano sul caso della morte di un magnate immobiliare, che coinvolge anche la sopravvivenza del Lux. Sebbene inizialmente ne sia estranea, la madre di Lucifer, dopo aver capito quanto siano importanti per suo figlio Los Angeles e soprattutto Chloe (grazie a Linda e a Dan, con cui finisce a letto, venendo spiata all'appuntamento con lui da Maze e Amenadiel), architetta un piano per eliminare la detective piazzandole una bomba sotto l'auto. Lucifer, che per sdebitarsi del fatto che Chloe gli aveva fatto riacquistare il locale l'aveva invitata a cena dopo aver risolto il caso, parlando con Linda si rende conto di provare dei sentimenti forti per la detective e perciò non si presenta all'appuntamento.
- Guest star: Nick Jandl (Eric Cooper), Flex Alexander (Simon Donaghy), Chelsea Hobbs (Christi), Veena Sood (Eleanor Bloom).
- Altri interpreti: Sarah Alami (Deborah), Victor Ayala (Patrick O'Neil), Darcy Michael (Kevin Burnick), David Patykewich (Sleepy Pete).

## L'avvocato difensore
- Titolo originale: Quid Pro Ho
- Diretto da: Nathan Hope
- Scritto da: Ildy Modrovich & Julia Fontana

### Trama
Amenadiel convince sua madre a lasciare in vita Chloe e allora l'ex dea decide di orchestrare un altro piano per allontanarla da Lucifer: siamo infatti alla vigilia del processo contro l'ex direttore di carcere accusato di aver ucciso il padre della detective e la madre di Lucifer, nei panni dell'avvocatessa Charlotte Richards di cui ospita il corpo, ne assume la difesa. Nel corso del processo emergono molte verità scomode (come il fatto che Dan e Charlotte siano andati a letto e che, grazie a ciò, la donna ha ottenuto delle informazioni importanti sul caso prendendogli di nascosto il cellulare) ma Chloe, pur di non tradire la fiducia di Lucifer, che tenta in ogni modo di farsi perdonare per averle dato buca, non smentisce la sua dichiarazione e l'ex direttore viene rilasciato; la sera stessa, tuttavia, Dan e Maze lo fanno rapire dagli uomini del boss della mafia russa che aveva sfruttato e poi ucciso, mentre Lucifer e Chloe cenano nell'appartamento del primo e sembrano sul punto di baciarsi. Amenadiel, nel frattempo, si reca a casa di Maze per far perdonare il suo comportamento tenuto ultimamente nei suoi confronti e qui incontra la madre di Chloe. Dopo tale incontro l'angelo va a parlare con sua madre e le rivela che, anni prima, Dio lo aveva incaricato, per la prima e ultima volta, di benedire una coppia sterile e che da tale miracolo è nata Chloe. La donna, quindi, si convince ancora di più a sfruttare la detective per far tornare l'intera famiglia in Paradiso.
- Guest star: Rebecca De Mornay (Penelope Decker), Alex Fernandez (Vice direttore Perry Smith), Sharif Atkins (Procuratore Earl Steadman), Karin Konoval (Giudice Vicky Estrada), Elfina Luk (Madame Chunhua Li).
- Altri interpreti: Don Lew (Kang), Murry Peeters (Janet).

## Hostess Interruptus
- Titolo originale: Stewardess Interruptus
- Diretto da: Greg Beeman
- Scritto da: Sheri Elwood

### Trama
Lucifer e Chloe, sul punto di baciarsi, vengono interrotti da una hostess, che si presenta a casa del primo per una serata di sesso. Lucifer, tuttavia, la manda via e il giorno dopo lei viene trovata morta, assieme a un altro ragazzo con cui Lucifer aveva avuto un'avventura. La detective e il consulente riescono a ricollegare gli omicidi a un ricco uomo del posto coinvolto in vari traffici e, nel corso delle indagini, Chloe viene a sapere da Maze che Dan è andato a letto con Charlotte Richards mentre quest'ultima convince Amenadiel a spingere Lucifer tra le braccia di Chloe. Lucifer dice quindi alla detective di non meritarla e lei lo bacia. Nel frattempo il misterioso pacco che la hostess avrebbe dovuto consegnare al suo assassino viene recuperato da un misterioso uomo di cui non si scorge il volto.
- Guest star: Jamie Kennedy (Andy Kleinburg), Joe Williamson (Burt), Diana Bang (Suki Price), Toby Levins (Tim Pickman).
- Altri interpreti: Heart Hayes (Jana Lawrence), Heart Hayes (Sharon).

## Le maniglie dell'amore
- Titolo originale: Love Handles
- Diretto da: Karen Gaviola
- Scritto da: Alex Katsnelson

### Trama
Lucifer e Chloe, mentre tentano di gestire il loro nuovo rapporto dopo essersi baciati, si trovano alle prese con un ex professore universitario diventato serial killer: coinvolto in un incidente automobilistico, l'uomo aveva salvato dalle fiamme il suo lavoro anziché la vita del giovane studente che conduceva l'autovettura e il video dell'incidente lo ha rovinato per sempre; per questo pone le sue vittime nella condizione di scegliere: o perdere la propria ragione di vita o avere sulla coscienza una vittima innocente, che uccide tramite degli speciali veleni creati da lui stesso (si tratta delle stesse sostanze che hanno ucciso l'uomo dell'aeroporto alla fine della precedente puntata). Nel frattempo la madre di Lucifer racconta a Maze la verità sull'origine di Chloe. Una volta risolto il caso, le due rivelano a Lucifer la verità e questi corre furibondo a casa della detective: questa, però, presenta sintomi di avvelenamento.
- Guest star: Tim DeKay (Professore Jason Carlisle), April Grace (Dott.ssa Gwendolyn Scott), Mike Doyle (Johnny Kane).
- Altri interpreti: Max Chadburn (Ashley Corbett), Brent Connolly (Leon Klem), Alex Pangburn (Timmy Nolan), Scott Patey (Matthew Hoffing), Merren McMahon (Amber), Cardi Wong (Benjamin Tibi).

## Un bel giorno per morire
- Titolo originale: A Good Day to Die
- Diretto da: Alrick Riley
- Scritto da: Joe Henderson & Chris Rafferty

### Trama
Chloe, che è stata davvero avvelenata, chiede a Lucifer di rivolgersi a Ella per trovare una cura anziché andare in ospedale e così lui e Dan riescono a scoprire gli ingredienti necessari per l'antidoto dopo aver interrogato un artista che ricicla denaro sporco coinvolto con il corriere di cui si avvaleva l'ex professore. Manca tuttavia la formula esatta del siero, pertanto Lucifer elabora un piano per chiederla direttamente al suo ideatore: grazie, infatti, all'aiuto di Maze, Amenadiel e Linda, riesce a tornare momentaneamente all'Inferno e ottenere la formula; durante il viaggio di ritorno, tuttavia, rimane coinvolto nel suo personale tormento: rivivere all'infinito l'omicidio di Uriel (le cui ultime parole furono "la pace si trova qui"). Lucifer viene salvato da sua madre mentre Dan e Ella riescono a trovare l'ultimo ingrediente necessario grazie a Ricardo, fratello di quest'ultima coinvolto nel giro delle corse clandestine. Chloe viene infine salvata ma Lucifer, stanco di essere solo una pedina nelle mani dei suoi genitori (sua madre, infatti, alla vista di Uriel gli confessa le sue manipolazioni, rischiando di rimanere lei all'Inferno), decide di lasciare Los Angeles.
- Guest star: Michael Imperioli (Uriel), Tim DeKay (Professore Jason Carlisle), Joe Williamson (Burt), Ian Verdun (Dave Maddox), Albert Nicholas (Ricardo Lopez).

## Candy Morningstar
- Titolo originale: Candy Morningstar
- Diretto da: Claudia Yarmy
- Scritto da: Jenn Kao

### Trama
Dopo due settimane di totale silenzio Lucifer ritorna a Los Angeles assieme a Candy, una spogliarellista che ha sposato a Las Vegas, lasciando di stucco tutti i suoi conoscenti. Nonostante il risentimento che prova per averla lasciata a se stessa dopo essere quasi morta, Chloe lo coinvolge nel caso che sta seguendo, legato alla morte del leader di una rock band, e grazie al suo aiuto alla fine l'assassino viene acciuffato. Chloe e Lucifer si riappacificano comprendendo le reciproche ragioni e questi ha anche modo di avere un confronto con sua madre, che gli rivela che la spada di Azrael è in realtà la Spada Fiammeggiante, una delle armi più potenti del Creato, e che con essa stavolta può sconfiggere Dio. Lucifer saluta quindi Candy, che in realtà non è affatto chi ha finto di essere, ringraziandola profumatamente per l'aiuto datogli nell'ingannare i suoi conoscenti.
- Guest star: Lindsey Gort (Candy Morningstar), Jonathan Togo (Anthony Annan), Minni Jo Mazzola (Marla), Felisha Terrell (Courtney Sa), James Neate (Doug Kennedy).
- Altri interpreti: Aaron Paul Stewart (Hunter), Kwasi Thomas (Shane).

## Quell'ingannevole piccolo parassita
- Titolo originale: Deceptive Little Parasite
- Diretto da: Brad Tanenbaum
- Scritto da: Mike Costa & Julia Fontana

### Trama
Lucifer e Chloe affrontano il caso dell'omicidio di una donna a capo delle ammissioni in una prestigiosa ed esclusiva scuola privata per bambini dell'età di Trixie: una volta scoperto chi è l'assassino e visto il mondo di ipocrisia che la avvolge, la detective e sua figlia decidono di non iscriversi all'istituto nonostante l'iniziale tentazione. Nel frattempo la madre di Lucifer è sempre più impaziente di usare la Spada Fiammeggiante per aprire i cancelli del Paradiso e tenta di obbligare il figlio a incanalare le sue emozioni nell'arma (che si infiamma solo quando Lucifer la impugna ed è preda dei suoi istinti) senza riuscirci pienamente. Lucifer confessa a Linda che ha intenzione di ricondurre sua madre in Paradiso e di lasciarla lì da sola nella speranza che lei e suo padre si eliminino a vicenda mentre la terapista gli rivela che la chiave per imparare a comprendere almeno i suoi sentimenti è affrontare il dolore causatogli dai suoi genitori. La madre di Lucifer, intanto, capisce da una piccola ferita sul polso che non ha più molto tempo a disposizione.
- Guest star: Geoffrey Owens (Dean Murray), Ryan Bittle (Mr. Taylor), Alison Becker (Madison), Emily Holmes (Joy Sherman).
- Altri interpreti: Kwesi Ameyaw (Craig), Farrah Aviva (Yoga mamma Sonya), Christian Convery (Ethan), Luke Kilvert (Ranger), Marco Soriano (Jon).

## Dio Johnson
- Titolo originale: God Johnson
- Diretto da: Sherwin Shilati
- Scritto da: Jason Ning

### Trama
Lucifer e Chloe lavorano sul caso di un omicidio compiuto in un ospedale psichiatrico: il diavolo si interessa particolarmente alla questione perché uno degli internati afferma di essere Dio e conosce cose che solo l'Altissimo può sapere sul loro rapporto. Amenadiel rivela intanto a Maze che lui, sua madre e suo fratello hanno in mente di tornare in Paradiso mentre Lucifer decide di far riunire i suoi genitori in modo che successivamente possano riprendere a odiarsi, ma in realtà sembra avere altre intenzioni. Alla fine il caso viene risolto e Lucifer scopre che Johnson ha vissuto questa esperienza a causa della fibbia della sua cintura, acquistata nel Nuovo Messico e che in realtà si rivela essere una parte della Spada Fiammeggiante (che è ancora incompleta e che fa capire a Lucifer il senso delle ultime parole di Uriel). Lucifer, sicuro che suo padre non gli direbbe mai le cose gentili che Johnson gli ha detto, si dice ancora più infuriato con lui mentre sua madre cerca di nuovo conforto in Dan.
- Guest star: Timothy Omundson (Earl Johnson / God Johnson), Alimi Ballard (Dr. Liam Garrity), Laura Coover (Patricia Hightower / Infermiera Kipsey).
- Altri interpreti: Julian Domingues (Billy), Amro Majzoub (Normal Ned), Craig Meester (Beardy), Adrian Petriw (Tourettes Todd), Suzanne Ristic (Sue Hightower), John Stewart (Pyro Pete), Sharmaine Yeoh (Debbie).

## Compassione per la dea
- Titolo originale: Sympathy for the Goddess
- Diretto da: Louis Milito
- Scritto da: Joe Henderson

### Trama
Lucifer e sua madre si mettono in contatto con un criminale per recuperare altre informazioni sulla Spada Fiammeggiante ma poco dopo lo trovano morto; sulla scena rinvengono un cellulare e, dopo aver coinvolto Chloe ed Ella nelle indagini, risalgono al figlio di una nota imprenditrice degli alcolici in realtà a capo di un impero criminale di cui Charlotte è l'avvocatessa. Nel frattempo Maze, furiosa con Lucifer per aver saputo da Amenadiel che Lucifer intende lasciarla per tornare in Paradiso, ha una violenta scazzottata con lui e in seguito le loro divergenze si appianano leggermente; i due tentano poi di rimediare alla sospensione di Linda dalla professione, pena comminatale dopo aver aiutato Lucifer a fuggire dall'ospedale psichiatrico dell'episodio precedente. Dan e Amenadiel intanto diventano amici mentre Charlotte rivela a Chloe di essere la ex moglie del padre di Lucifer; la dea riesce quindi a incastrare la donna e a recuperare ciò che il criminale le aveva trovato: un antico manuale in sumero che Amenadiel inizia a tradurre. L'angelo e Lucifer scoprono così che la Spada Fiammeggiante è composta di tre parti e che l'ultimo componente è la collana di Amenadiel, mentre Charlotte viene ferita all'addome dal figlio della criminale: un'altra ferita si apre e la luce che ne esce incenerisce il ragazzo.
- Guest star: Carolina Gómez (Bianca Ruiz), Jon Sklaroff (Nigel), Kade Wise (Chet Ruiz).
- Altri interpreti: Clayton Cannon (Zeke Moore).

## Il bello, il brutto e il fritto
- Titolo originale: The Good, the Bad and the Crispy
- Diretto da: Karen Gaviola
- Scritto da: Ildy Modrovich

### Trama
Il ritorno dei poteri della madre di Lucifer è un problema sempre più pressante, anche perché la LAPD sta lavorando a un caso in cui la Dea stessa è coinvolta, ma Amenadiel si rifiuta di attivare la Spada Fiammeggiante (oggetto con il quale sua madre può ritornare in Paradiso) e sparisce. Lucifer chiede aiuto a Maze per ritrovarlo e, dopo esserci riuscita, i due fratelli cercano di convincere la loro madre a ricominciare la sua vita come regina dell'Inferno e lontana da Dio, inventandosi la scusa che l'uso della Spada Fiammeggiante non sia una buona idea: la Dea rifiuta seccamente tale proposta e ammette di avere scoperto il reale piano di Lucifer (ovvero non seguirla in Paradiso) avendo persuaso Linda con le maniere forti. Entrambi sono consci del pericolo che rappresenta, perciò Lucifer si mette sulle sue tracce e contemporaneamente Amenadiel va da Linda: qui l'angelo trova Linda, gravemente ferita, e Maze, invece Lucifer raggiunge sua madre al molo di Santa Monica dove sta per essere arrestata da Dan e Chloe in quanto presunta omicida dei due corpi carbonizzati; tuttavia giunge sul posto il fratello della prima vittima, che si rivela essere il vero assassino della seconda vittima, intento a uccidere la Dea. Amenadiel rallenta lo scorrere del tempo con i suoi poteri per dare la possibilità a Maze di portare Linda all'ospedale giusto in tempo, quindi Lucifer ne approfitta per attivare la Spada con l'ultimo pezzo (il pendaglio di Amenadiel, che alla fine quest'ultimo gli ha dato) e aprire una sorta di portale dimensionale: il diavolo convince sua madre a non tornare in Paradiso con i suoi figli e a non vendicarsi di Dio, in quanto ciò causerebbe solamente una tremenda guerra divina con tante vittime innocenti e le propone di creare un universo tutto suo e con le sue regole per trovare la pace da tanto cercata, sebbene ciò li separerebbe definitivamente. Alla fine la Dea accetta la proposta e i due si dicono addio in lacrime: la sua forma di luce esce dal corpo di Charlotte Richards ed entra nello squarcio, dopodiché Lucifer getta anche la Spada stessa nello squarcio, eccetto il pendaglio di Amenadiel: la Dea lascia la Terra per sempre e il varco si chiude. Lo scorrere del tempo ritorna subito alla normalità e, mentre Lucifer guarda con nostalgia il corpo di Charlotte steso a terra, ella si risveglia incredibilmente nel suo corpo senza avere alcun ricordo degli ultimi mesi. Contemporaneamente il vero assassino viene preso e la polizia sospetta che sia stato lui a uccidere entrambe le vittime. Dopo questo evento, Lucifer va da Linda ed ella gli dice che non si è affatto pentita di avere scelto di essere sua amica: questa dichiarazione spinge Lucifer a chiamare Chloe e a dirle che ha intenzione di rivelarle tutta la verità su di lui, ma un attimo dopo viene steso da un colpo alla nuca e si risveglia in mezzo a un vasto deserto con le sue ali d'angelo sulla schiena. 
- Guest star: Marcus Coloma (Hector Ruiz), Shannon Chan-Kent (Kathleen Lyon).
- Altri interpreti: Stephi Chin-Salvo (Ava Lyon).